# Anel de diamante de Baily

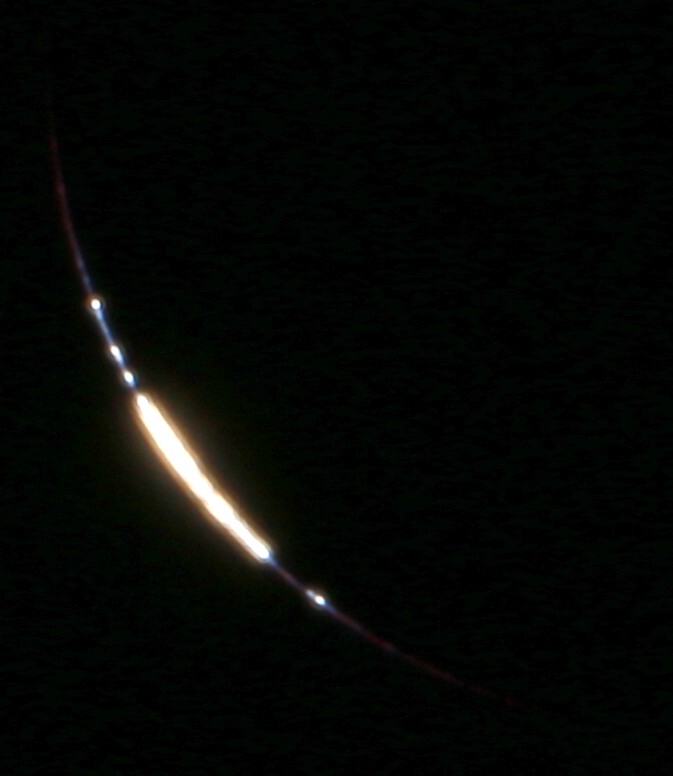
Anel de diamante de Baily fotografadas 4 segundos antes da totalidade do eclipse solar de 21 de agosto de 2017

O Anel de diamante de Baily (em inglês: Baily's beads) é uma característica dos eclipses solares totais e anulares. À medida que a Lua cobre o Sol durante um eclipse solar, a topografia acidentada do membro lunar permite que gotas de luz solar brilhem em alguns lugares, mas não em outros. O efeito recebeu o nome de Francis Baily, que explicou o fenômeno em 1836. O efeito do anel de diamante é visto quando apenas uma conta é deixada, aparecendo como um "diamante" brilhante colocado em um anel brilhante ao redor da silhueta lunar.
A topografia lunar tem um relevo considerável devido à presença de montanhas, crateras, vales e outras características topográficas. As irregularidades do perfil do membro lunar (a "borda" da Lua, vista à distância) são conhecidas com precisão a partir de observações de ocultações de estrelas. Os astrônomos, portanto, têm uma boa ideia de quais montanhas e vales farão com que o anel apareça antes do eclipse. Enquanto as anel de Baily é visto brevemente por alguns segundos no centro do caminho do eclipse, sua duração é maximizada perto das bordas do caminho da umbra, com duração de 1 a 2 minutos.

## Galeria
- Efeito do anel de diamante visível durante o eclipse solar total de 21 de agosto de 2017, em Ravenna, Nebraska. (Os picos de difração que emanam tangencialmente do diamante são um artefato da ótica da câmera, não um fenômeno natural)
- O efeito do anel de diamante durante o eclipse solar de 29 de março de 2006, visto de Kamyzyak, Rússia
- O efeito do anel de diamante como totalidade termina durante o eclipse solar total de 21 de agosto de 2017, no centro de Wyoming. A coloração do arco-íris é um reflexo de lente e não um fenômeno natural
- Efeito de anel de diamante pós-totalidade visível durante o eclipse solar total de 8 de abril de 2024, em Montreal, Quebec, visto de Lower Field na Universidade McGill.